# Gueto de Xangai

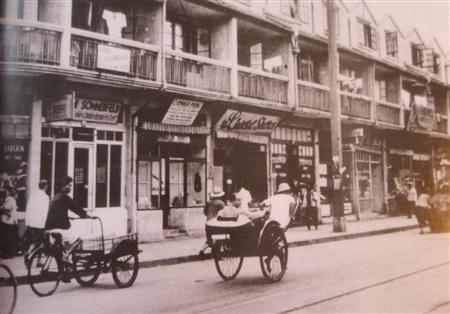
Imagem de rua Seward no gueto em 1943

O Gueto de Xangai (em chinês: 上海隔都; Shànghǎi Gedou), formalmente conhecido como o Setor Restrito para os Refugiados Apátridas (Restricted Sector for Stateless Refugees), era uma área de aproximadamente um quilômetro quadrado no distrito de Hongkou na Xangai ocupada pelos japoneses, para a qual cerca de 23.000 refugiados judeus foram transferidos pelos japoneses de acordo com a Proclamation Concerning Restriction of Residence and Business of Stateless Refugees, depois de terem fugido da Europa ocupada pelos nazistas antes e durante a Segunda Guerra Mundial.
Os refugiados se instalaram na região mais pobre e mais movimentadas da cidade. Famílias judaicas locais e instituições de caridade judaicas americanas os ajudaram dando-lhes abrigo, comida e roupas. As autoridades japonesas cada vez mais intensificar as restrições, mas o gueto não era murado, e os moradores locais chineses, cujas condições de vida eram muitas vezes também ruins, preferiam não viver no local.
Com a Segunda Guerra Mundial os nazistas aumentaram a pressão sobre o Japão para entregar os judeus de Xangai. Apesar da aliança militar, os japoneses não aderiram à demanda alemã e os judeus de Xangai nunca foram entregues.
O gueto foi oficialmente liberado em 3 de setembro de 1945. Com o estabelecimento do Estado de Israel em 1948 e a queda de Chiang Kai-shek, em 1949, quase todos os judeus do guetos deixaram Xangai. Em 1957, apenas 100 permaneceram, e hoje só alguns continuam ainda vivendo lá.